# بلدة ميلتون (مقاطعة أنتريم)
ميلتون، مقاطعة أنتريم (بالإنجليزية: Milton Township, Antrim County, Michigan)‏ هي بلدة تقع بولاية ميشيغان في الولايات المتحدة. تبلغ مساحتها 113.1 (كم²)، وترتفع عن سطح البحر 193 م، بلغ عدد سكانها 2204 نسمة في عام تعداد الولايات المتحدة 2010 حسب إحصاء مكتب تعداد الولايات المتحدة وتصل الكثافة السكانية فيها 33.3 نسمة/كم2.

## وصلات خارجية
- www.miltontownship.org
- The US50 - Cities and Towns in Michigan State
- Michigan Cities and Towns, Facts, Map, Flag, Colleges, Government, and More